# Арабо, Клод
Клод Арабо (фр. Claude Arabo; 3 октября 1937, Ницца, Франция — 3 июля 2013) — французский фехтовальщик, серебряный призёр Олимпийских игр (1964).

## Спортивная карьера
Являлся самым успешным французский фехтовальщиком 1960-х гг., с 1960 по 1965 гг. становился пятикратным чемпионом Франции в индивидуальной сабле.
В 1960 г. дебютировал на летних Олимпийских играх в Риме, занял четвёртое место в турнире саблистов. В 1962 г. на чемпионате мира в Буэнос-Айресе выиграл индивидуальную бронзу. На своих вторых Олимпийских играх в Токио (1964) стал серебряным призёром в личном зачете и четвёртым — в командном.
На чемпионате мира в Париже (1965) завоевал командную бронзу, такого уже успеха добился на мировых первенствах в Москве (1966) и в Монреале (1967). На своей третьей Олимпиаде в Мехико (1968) стал четвёртым в командных соревнованиях и девятым — в личном зачете.
По завершении спортивной карьеры работал в качестве физиотерапевта на Лазурном берегу.